# Movimento Rivoluzionario Popolare
Il Movimento Rivoluzionario Popolare è stato un gruppo armato ricollegabile all'estrema destra, fuoriuscito nel 1979 da Costruiamo l'azione.
A simbolo viene scelto il mitra e la vanga incrociati, per rompere ideologicamente con il mondo neofascista e avviare "una composizione anche di classe, dell'ambiente rivoluzionario".
Leader del gruppo erano Paolo Aleandri, mentre i responsabili militari erano Emanuele Macchi e Marcello Iannilli.
Come ha scritto la Commissione stragi: "Gli attentati commessi nella primavera del 1979 e rivendicati con la sigla Movimento Rivoluzionario Popolare ed il logo del mitra e della vanga incrociati, sono ideologicamente e politicamente riconducibili all'area di Costruiamo l'azione, sia per il diretto coinvolgimento nell'esperimento di aggregazione operato dal giornale, sia per la perfetta coincidenza tra la linea da esso sostenuta e la scelta degli obiettivi".

## Attentati o rivendicazioni
All'MRP sono attribuiti un'ottantina di attentati, fra cui spiccano quelli contro il Campidoglio il 20 aprile 1979, contro il carcere di Regina Coeli il successivo 14 maggio, alla Farnesina (24 maggio).  Fallisce invece l'attentato al Consiglio superiore della magistratura, per un difetto del timer che doveva innescare la bomba, di piazza Indipendenza, il 20 maggio. L'episodio è considerata una mancata strage per  la coincidenza dell'Adunata nazionale degli alpini a Roma. Azioni tutte realizzate con grande impiego di esplosivi e non senza perizia.
Sul MRP indagò, inoltre, Mario Amato, il giudice assassinato dai Nuclei Armati Rivoluzionari il 23 giugno 1980.